# Bagel head

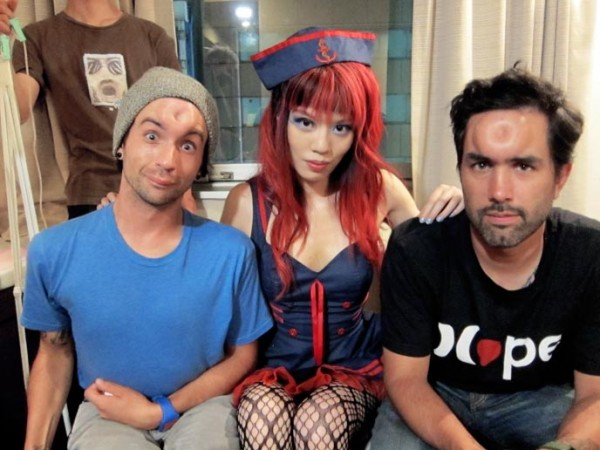
Due bagel heads

Il Bagel head (dall'inglese bagel head, "testa a ciambella") è una forma temporanea di modificazione corporea praticata attraverso l'iniezione sottocutanea di una soluzione salina, di solito in corrispondenza della fronte. L'infiammazione causata dalla sostanza inoculata provoca un gonfiore che viene modellato per ottenere una forma molto simile ad un bagel. L'effetto dura dalle 16 alle 24 ore, periodo dopo il quale la soluzione viene assorbita dal corpo e il turgore svanisce.

## Origine
La sua procedura di realizzazione fu importata in Giappone nel 2007 da Keroppy Maeda, dopo che l'ebbe visto in Canada dal creatore Jerome Abramovitch.